# La Croix-en-Brie
La Croix-en-Brie är en kommun i departementet Seine-et-Marne i regionen Île-de-France i norra Frankrike. Kommunen ligger i kantonen Nangis som tillhör arrondissementet Provins. År 2022 hade La Croix-en-Brie 672 invånare.

## Befolkningsutveckling
Antalet invånare i kommunen La Croix-en-Brie
| Referens: INSEE |